# Hubert Klocker
Hubert Klocker (* 16. Juli 1955) ist ein österreichischer Kunst-, Theater- und Filmwissenschafter und Kurator mit einem Forschungsschwerpunkt auf Wiener Aktionismus, Performance-Theorie und performativen Tendenzen in der zeitgenössischen Kunst. Er hat mehrere grundlegende Publikationen zum Wiener Aktionismus verfasst und war von 1991 bis 2022 Leiter der Sammlung Friedrichshof am Friedrichshof in Zurndorf und Wien.

## Leben
Klocker studierte Theater-, Film- und Medienwissenschaften an der Universität Wien und am Center for 20th Century Studies an der University of Wisconsin bei Robert W. Corrigan, Ihab Hassan und Herbert Blau. Er promovierte 1983 mit einer Dissertation über das Orgien-Mysterien-Theater Hermann Nitschs.
In den 1980er und 90er Jahren kuratierte er mehrere Ausstellunge zum Wiener Aktionismus, unter anderem eine Werkschau der Arbeiten von Günter Brus, Otto Muehl, Hermann Nitsch und Rudolf Schwarzkogler in der Albertina. Im Rahmen dieser Ausstellung erschien die Publikation Wiener Aktionismus – Der zertrümmerte Spiegel 1963–1972 (2 Bde.), die neben grundlegenden Texten erstmals eine chronologische Dokumentation aller Aktionen enthält. Gemeinsam mit Eva Badura-Triska folgt 1992 das Werkverzeichnis zu Œuvre von Rudolf Schwarzkogler.
1991 heiratete Klocker die Kunsthistorikerin Felicitas Thun-Hohenstein.
1998 gründete er die Galerie CharimKlocker. Bis zu seinem Ausscheiden 2002 realisierte er Ausstellungen mit Arbeiten von John Baldessari, Linda Benglis, Erwin Bohatsch, Alfons Schilling, John Bock, Milica Tomic, Matthew Antezzo, Anna und Bernhard Blume, Siegrun Appelt, Christopher Williams, Steven Prina, Axel Hütte, Tracey Moffatt, Christopher Wool, Otto Muehl.
Seit 1991 leitet er mit der Sammlung Friedrichshof die umfangreichste Privatsammlung mit historischen Arbeiten des Wiener Aktionismus und verwaltet das Gesamtwerk des österreichischen Künstlers Otto Muehl. 2002 initiierte und begleitete er die Übernahme eines Teils des Sammlungsbestandes der Sammlung Friedrichshof durch das Museum Moderner Kunst Stiftung Ludwig Wien (mumok) und die Gründung des Aktionismus-Archivs am mumok. 2006 bereitete er die Neuausrichtung der Sammlung Friedrichshof als öffentlich zugängliches Ausstellungsinstitut vor und beauftragte die Neugestaltung der Ausstellungsräume für die Sammlungsbestände. Seit 2010 fördert Klocker die Kontextualisierung der Bestände durch Gast-Ausstellungen internationaler Künstler wie Paul McCarthy, Allan Kaprow, Carolee Schneemann, Rita Ackermann, Bjarne Melgaard u. v. m.
2019 gründete er das Estate Otto Muehl, das erstmals den gesamten Nachlass des Künstlers verwaltet.

## Ausstellungen
- Elective Affinities – Ellen Berkenblit, Sandro Kopp, Erwin Wurm, Sofia Goscinski, Jonathan Meese, Iris Schomaker, Bjorn Melhus, Sabine Pigalle, Otto Muehl, Bjarne Melgaard, Spencer Sweeney, Sammlung Friedrichshof / Stadtraum, Zurndorf / Wien 2018 (gemeinsam mit Denise Wendel-Poray)
- Helmut Lang. Various Conditions, Sammlung Friedrichshof / Stadtraum, Zurndorf / Wien 2017
- Yasumasa Morimura. One Hundred M´s Self Portraits, Sammlung Friedrichshof / Stadtraum, Zurndorf / Wien 2016
- ExistenzFest. Hermann Nitsch und das Theater, Österreichisches Theatermuseum 2015/2016, Museum Villa Stuck München 2016, Museo AMO Verona 2016
- Rite of Passage. The Early Years of Vienna Actionism 1960–1966, Galerie Hauser & With New York 2016
- Bjarne Melgaard. Daddies Like You Don´t Grow On Palmtrees, Sammlung Friedrichshof / Stadtraum, Zurndorf / Wien 2015
- Samuel Schaab. Wind / Turbine, Sammlung Friedrichshof / Stadtraum, Zurndorf / Wien 2014/2015
- Rita Ackermann. Studies on Violence, Sammlung Friedrichshof / Stadtraum, Zurndorf / Wien 2014
- Otto Muehl. Painting 1988, Maccarone, New York 2014
- Denisa Lehocká, Sammlung Friedrichshof / Stadtraum, Zurndorf Wien 2013/2014
- Carolee Schneemann. Precarious, Sammlung Friedrichshof / Stadtraum, Zurndorf / Wien 2013
- Marcel Odenbach. Schutzräume, Sammlung Friedrichshof / Stadtraum, Zurndorf / Wien 2012/2013
- Allan Kaprow. Stockroom, Sammlung Friedrichshof / Stadtraum, Zurdorf / Wien 2012
- Rudolf Schwarzkogler/Egon Schiele, Museum Leopold, Wien 2011/2012
- Alexander Brener/Barbara Schurz. Showgirls, Sammlung Friedrichshof, Zurndorf 2011/2012
- Ion Grigorescu. Horse / Men Market, Sammlung Friedrichshof, Zurndorf 2011
- Paul McCarthy. Caribbean Pirates, Sammlung Friedrichshof, Zurndorf 2010
- Der Chirurgische Blick – Wiener Aktionismus und Photographie, Westlicht, Wien 2009
- Otto Muehl. Material / Struktur, Sammlung Friedrichshof, Zurndorf 2007
- Otto Muehl. Tanz, Sammlung Friedrichshof, Zurndorf 2006
- Traces – Body and Idea in Contemporary Art, gemeinsam mit Shinichiro Osaki, The National Museum of Modern Art, Kyoto / Tokyo 2003
- Serious Play / Metaphorical Gestures, Austrian Cultural Forum, New York 2003
- Wiener Aktionismus, (gemeinsam mit Eva Badura-Triska), Museum Moderner Kunst, Wien 2002
- Out of Actions: Between Performance and the Object, Contributing Curator, LA-MOCA, MAK Wien, MUCA Barcelona, MOCA Tokyo
- Photographie des Wiener Aktionismus / 1963–1967, Landesgalerie Burgenland, Eisenstadt 1996
- Spaces – Nauman, Palermo, Schwarzkogler, The Arts Club of Chicago 1994
- Fuses – Carolee Schneemann, Kunstraum Wien 1992
- Rudolf Schwarzkogler – Leben und Werk (gemeinsam mit Eva Badura-Triska), Museum Moderner Kunst, Wien, Nationalgalerie, Prag, Centre Pompidou, Paris, Kunsthalle, Basel, Kunstverein, Frankfurt 1992
- Miteinander, Zueinander, Gegeneinander – Kooperation österr. Avantgarden zwischen 1958 und 1975, Steirischer Herbst, Graz / Rupertinum, Salzburg 1991
- Wiener Aktionismus – Der zertrümmerte Spiegel 1963–1972, Graphische Sammlung Albertina, Wien und Museum Ludwig, Köln 1988
- Dal Profondo – Brus, Nitsch, Rainer, (mit Eva Badura-Triska), Padiglione d’Arte Contemporanea, Milano 1987
- Protect me from what I want – Keith Haring/Jenny Holzer (mit Peter Pakesch), Wiener Festwochen 1986

## Publikationen
- Helmut Lang Various Conditions. Schlebrügge Editor: Wien 2017 ISBN 978-3-903172-16-6
- ExistenzFest. Hermann Nitsch und das Theater . Hatje Cantz: Ostfildern 2015 ISBN 978-3775739955
- Rita Ackermann. Studies on Violence. Schlebrügge Editor: Wien 2016 ISBN 978-3-902833-68-6
- Rite of Passage. The Early Years of Vienna Actionism 1960–1966. Snoek Verlag: Köln 2014
- Denisa Lehocka. Schlebrügge Editor: Wien 2014 ISBN 978-3-902833-60-0
- Carolee Schneemann. Precarious. Schlebrügge Editor: Wien 2014 ISBN 978-3-902833-61-7
- Marcel Odenbach. Schutzräume. Verlag der Buchhandlung Walther König: Köln 2013 ISBN 978-3-86335-367-4
- Alan Kaprow. Stockroom. Verlag der Buchhandlung Walther König: Köln 2013 ISBN 978-3863353667
- Alexander Brener/Barbara Schurz. Showgirls. Verlag der Buchhandlung Walther König: Köln 2012 ISBN 978-3863351946
- Eva Badura-Triska u. Hubert Klocker (Hrsg.): Wiener Aktionismus. Kunst und Aufbruch im Wien der 1960er-Jahre. Verlag der Buchhandlung Walther König: Köln 2012 ISBN 978-3-902490-73-5
- Ion Grigorescu. Horse / Men Market. Verlag der Buchhandlung Walther König: Köln 2012 ISBN 978-3863351953
- Paul McCarthy. Caribbean Pirates. Verlag der Buchhandlung Walther König: Köln 2012 ISBN 978-3863351939
- Otto Muehl. Material / Struktur. Katalog zur Ausstellung, hrsg. v. der Sammlung Friedrichshof, Zurndorf 2008
- Otto Muehl. Tanz. Katalog zur Ausstellung, hrsg. von der Sammlung Friedrichshof, Zurndorf 2005
- Eva Badura-Triska u. Hubert Klocker (Hrsg.): Otto Muehl. Zock – Aspekte einer Totalrevolution. Verlag der Buchhandlung Walther König: Köln 2004
- Aktion Photographie. Wiener Aktionismus Katalog zur Ausstellung in der Burgenländischen Landesgalerie Eisenstadt 1997
- Spaces – Nauman, Palermo, Schwarzkogler. Katalog zur Ausstellung in The Arts Club of Chicago, 1994 ISBN 978-3901456015
- Eva Badura-Triska u. Hubert Klocker: Rudolf Schwarzkogler – Leben und Werk. Ritter Verlag: Klagenfurt 1992
- Otto Breicha und Hubert Klocker: Miteinander Zueinander Gegeneinander – Gemeinschaftsarbeiten österr.Künstler und ihrer Freunde nach 1950 bis in die achtziger Jahre. Ritter Verlag: Klagenfurt 1992
- Wiener Aktionismus / Wien 1960–1971 – Der zertrümmerte Spiegel. Ritter Verlag: Klagenfurt 1989
- Hubert Klocker u. Peter Pakesch: Jenny Holzer / Keith Haring, Protect me from what I want. Katalog zu den Wiener Festwochen, Wien 1986
- Eva Badura-Triska u. Hubert Klocker: Dal Profondo / Brus / Nitsch / Rainer – Contemplatione, energismo e mito. Editione Mazotta: Milano 1986